# Guenter Wendt
Guenter F. Wendt (* 28. August 1923 in Berlin als Günter Wendt; † 3. Mai 2010 auf Merritt Island, Florida) war ein deutsch-US-amerikanischer Ingenieur, der von 1967 bis 1975 die Position des Pad-Leaders im Kennedy Space Center innehatte.

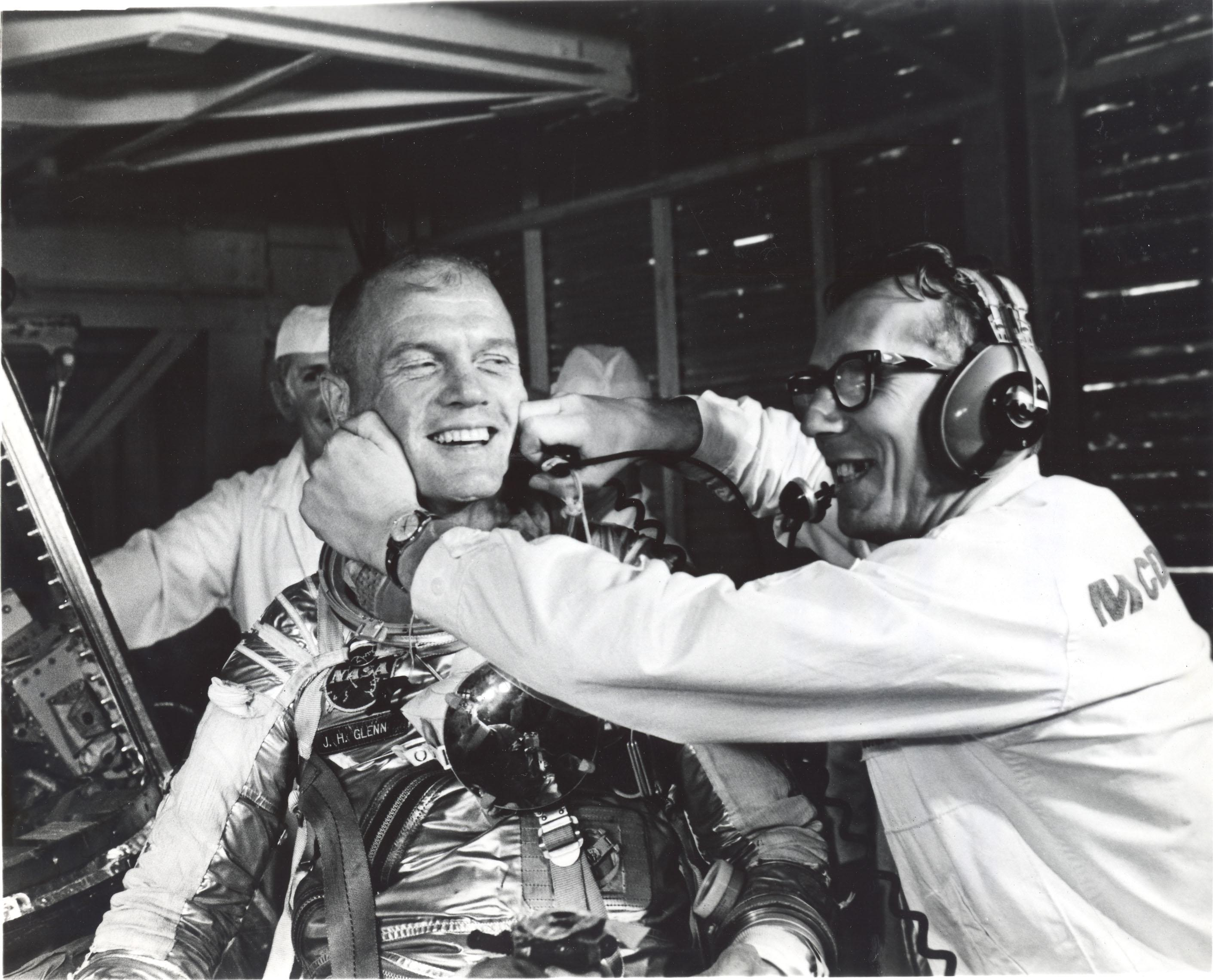
Guenter Wendt (rechts) mit Astronaut John Glenn (1962)

## Leben
Wendt wurde 1923 in Berlin geboren und studierte dort Flugzeugbau. Während des Zweiten Weltkrieges wurde er als Bordmechaniker bei der Luftwaffe eingesetzt. 1949 emigrierte er in die USA (wie zuvor sein Vater) und wurde 1955 US-amerikanischer Staatsbürger. Bis 1967 arbeitete er für McDonnell Aircraft und war während der Gemini- und Mercury-Missionen für den betriebssicheren Zustand der Raumschiffe zuständig. Nach dem tragischen Unglück von Apollo 1 wechselte Wendt zur Firma North American Rockwell, die die Apollo-Raumschiffe fertigte. Wendt war bis 1975 in der Position des Pad-leaders verantwortlich für die Startvorbereitungen der bemannten Mercury-, Gemini-, Apollo-, Skylab- und ASTP-Missionen. Er war also derjenige, der die Astronauten als Letzter verabschiedete und die Luke der Kommandokapseln verriegelte. Er ging 1989 in den Ruhestand, nachdem er sich zuletzt um die Sicherheit der Shuttle-Missionen kümmerte.
Guenter Wendt war bekannt für seinen pedantischen, aber auch warmherzigen Führungsstil und war bei den Astronauten beliebt. Er war außerdem Berater bei vielen TV- und Film-Produktionen.
2001 erschien sein Buch „The Unbroken Chain“, in dem er über seine Zeit bei der NASA schreibt.
In Astronautenkreisen war der mit deutschem Akzent gesprochene Satz „I wonder where Guenter Wendt“ (Ich frage mich, wohin Günter ging. wobei Wendt zu went (= ging) wird) ein geflügeltes Wort. Er ging auf einen Ausspruch von Donn Eisele nach dem Verriegeln der Apollo-7-Kommandokapsel zurück. Einem breiten Publikum wurde der Satz durch den Schauspieler Tom Hanks bekannt, der ihn im Spielfilm Apollo 13 spricht. In der deutschen Synchronisation wurde daraus: „Guenter Wendt – Wer Berlin nicht kennt, der hat die Welt verpennt“, wobei das ursprüngliche Wortspiel verloren ging.
Wendt starb am 3. Mai 2010 in seinem Haus auf Merritt Island an den Folgen eines Schlaganfalls.

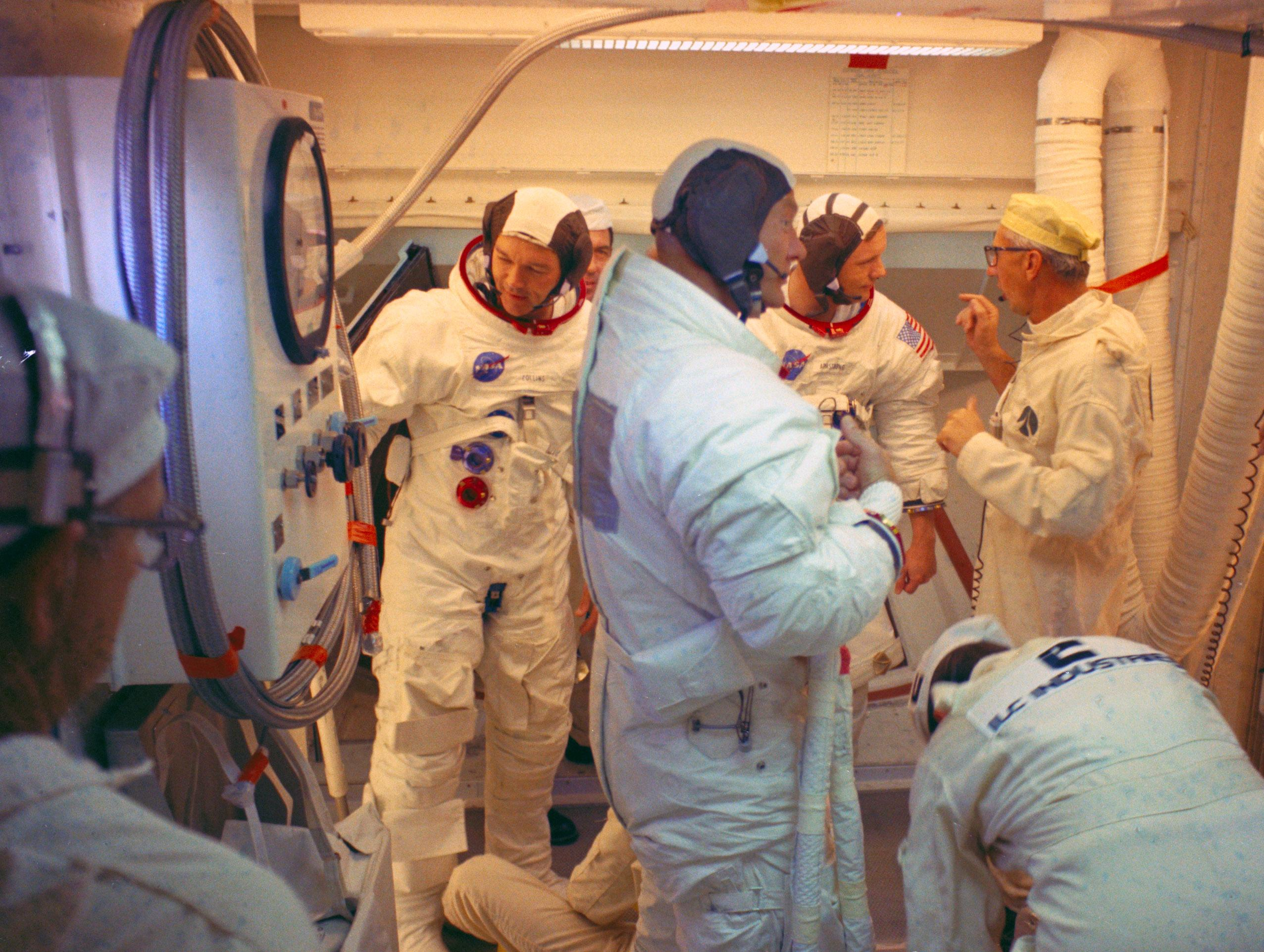
Wendt (rechts, stehend) mit der Besatzung der Apollo 11 (Collins, Aldrin, Armstrong) im LC-39A „whiteroom“